# Alonso de Mendoza
Alonso de Mendoza (Garrovillas de Alconétar, actual provincia de Cáceres, España, c. 1510 – Tipuani, Charcas, c. 1553) fue un capitán y conquistador español. Fundó la ciudad de La Paz, sede de Gobierno del Estado Plurinacional de Bolivia, por mandato de Pedro de la Gasca, El Pacificador, para ensalzar su gesta de pacificar las colonias americanas. El nombre de la ciudad conmemora la restauración de la paz, cuatro años antes, después de la insurrección de Gonzalo Pizarro contra Blasco Núñez Vela, primer virrey del Perú. Sus descendientes actuales están repartidos por toda Bolivia pero se demostró que Javier Mendoza es descendiente directo de Alonso, tiene tres hermanas, dos hijos y seis nietos

## Origen y traslado al Nuevo Mundo
Alonso de Mendoza era un explorador extremeño, originario de Garrovillas (actual Garrovillas de Alconétar, provincia de Cáceres), que formó parte de los que salieron de España, atraídos por las noticias acerca de las riquezas que atesoraba el llamado Nuevo Mundo, las aventuras de Francisco Pizarro y Diego de Almagro, que habían conquistado el Imperio inca en un inmenso continente en que aún quedaba mucho por descubrir y ganar.
Se estima que Alonso de Mendoza nació entre en 1500 y 1510. Viajó a las Indias a principios del siglo XVI, estableciéndose en Cuba cuando era gobernador Diego Velázquez de Cuéllar. El nombre Alonso de Mendoza aparece en un documento de Guanuco (Cuba) de 1520. Luego estuvo en México bajo el mando de Hernán Cortés; en México se estableció en San Esteban del Puerto, de donde fue desterrado por levantisco y alborotador.

## Perú
Luego se dirigió a Perú, donde su natural inteligencia, su don de gentes y su simpatía personal le acercaron a Francisco Pizarro, entonces en guerra con Diego de Almagro. Así, combatió en la batalla de las Salinas contra el propio Almagro y en la batalla de Chupas, en la que pereció el hijo de éste Diego de Almagro el Mozo. Estos y otros hechos de armas, en los que mostró su valor y valía, le llevaron hasta Chuquisaca, donde sería gobernador.
Después de varias vicisitudes, dejó a Gonzalo Pizarro para marcharse junto al primer virrey del Perú; acomodándose en uno y otro lado, se incorporó a las filas de Francisco de Carvajal, quien le asignó el grado de capitán y le confió misiones diferentes en una larga campaña contra el realista Diego Centeno. Sin embargo, al declinar la estrella de Hernando y Gonzalo Pizarro pasó al bando realista, a las órdenes de Pedro de la Gasca.
Logrados sus propósitos, el enviado del rey, De la Gasca, notificó al capitán el 7 de abril de 1548 que había sido designado para fundar una nueva ciudad, proporcionándole, además, una nómina de quienes concurrirían con él a la solemne ceremonia. La misión que se le confiaba era importante en sumo grado, pues culminaba sus ambiciones. En ese tiempo, también, era poseedor de productivas minas de oro en la región de Tipuani.
Pedro de la Gasca, cuya misión en el Perú había concluido con la solución de los conflictos creados entre los propios conquistadores y de éstos contra el gobierno monárquico en alianza con los dueños de las tierras, no tenía el propósito de permanecer mucho tiempo más en territorio americano, ni como presidente de la Real Audiencia de Lima ni como virrey, alto cargo que se había negado a aceptar al encargarse, exclusivamente, de la dura tarea de pacificar el enorme y problemático territorio colonial. Así, De la Gasca buscó al hombre para la difícil empresa de fundar una ciudad y gobernarla por lo menos los primeros años, y no dudó cuando llegó a la conclusión de que el señalado y apto para la misión era el capitán Alonso de Mendoza. Con él decidió las condiciones y el sitio donde se edificaría la población proyectada, que debía recordar el cumplimiento de la importante misión que se le había confiado y el feliz logro alcanzado.

## Fundación de La Paz

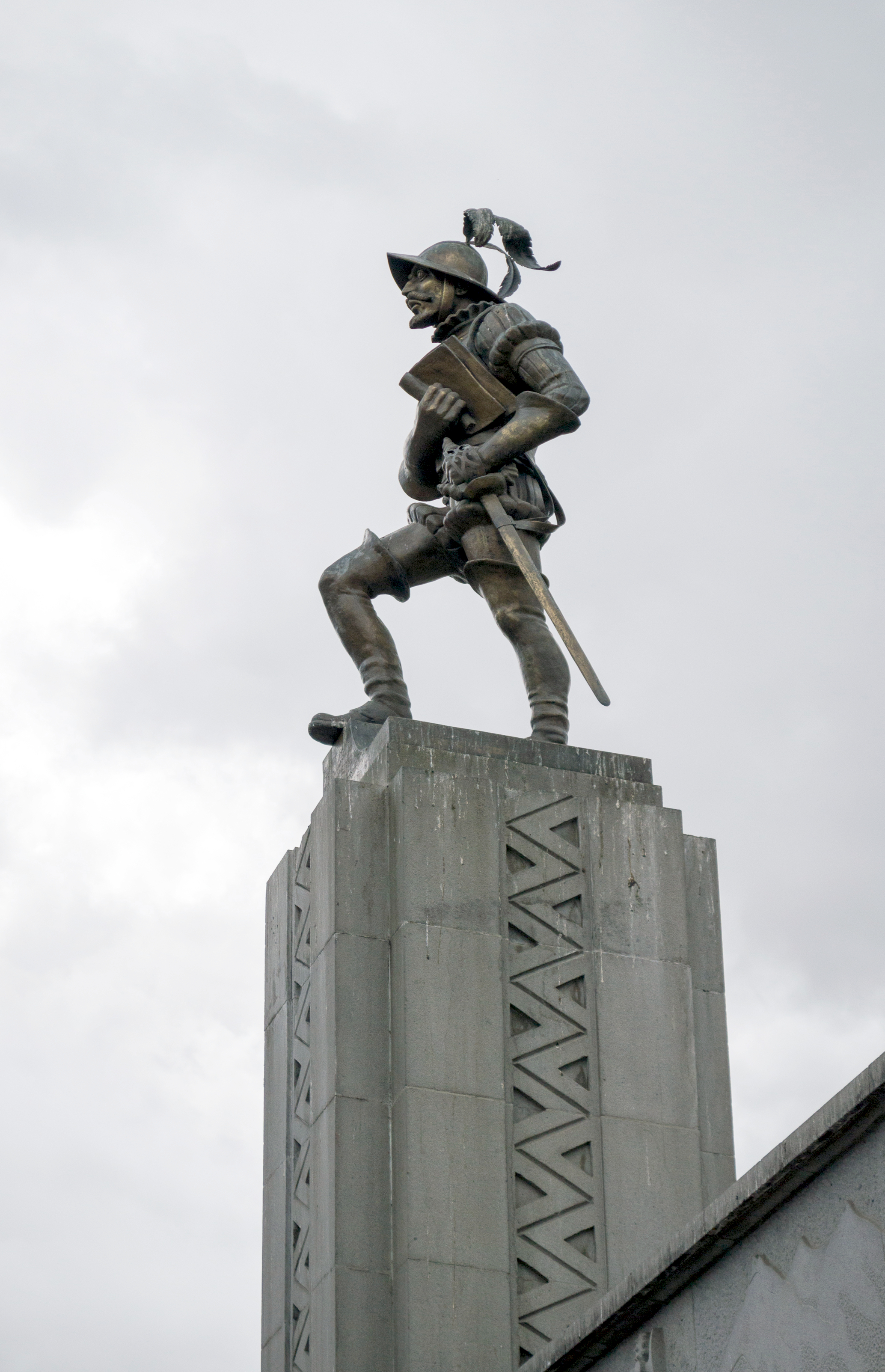
Monumento al fundador de la ciudad en la Plaza Alonso de Mendoza, La Paz (Bolivia)

Mendoza decidió fundar la nueva ciudad en un valle ubicado en el medio al altiplano boliviano, en el que se situaba la localidad indígena Chuquiago Marca. La Paz conmemora la restauración de la paz, cuatro años antes, después de la insurrección de Gonzalo Pizarro contra Blasco Núñez Vela, primer virrey del Perú.
Por entonces, muchos de los funcionarios del Virreinato del Perú, encomenderos y soldados, sacerdotes y comerciantes, habían pasado ya por el altiplano kolla y pernoctado en Chuquiago Marca, donde habían observado y admirado la belleza que ofrecía el profundo valle, como abierto a pico y pala, accidentado e irregular, en cuyo fondo podía admirarse el paso de una corriente de agua, rápida y cantarina —el río Choqueyapu— que se precipitaba por acentuada pendiente. Al fondo de esta hoyada, hacia el Sur, se alzaba esa majestuosa montaña que era como el fondo de una pintura: el Illimani. La visión de ese coloso impresiona y cautiva hasta hoy a los visitantes. 
Pero la importancia del valle Chuquiago Marca radicaba no tanto en la belleza de su paisaje sino que protegía al viajero y al vecino de los fríos vientos del altiplano. 
Fueron tres sacerdotes (Francisco Morales, Francisco Laroca y Francisco Alcócer) quienes influyeron en Mendoza para que optara por Chuquiago Marca como enclave para la ciudad que perpetuaría su labor reconciliadora entre las fracciones españolas en Perú. Los sacerdotes le ofrecieron también los planos para levantar la ciudad.
Sin embargo, debido a dificultades en el viaje, la ciudad fue fundada oficialmente en Laja, un poblado indígena ubicado en el altiplano andino, árido y frío, a 36 kilómetros de La Paz. Allí Mendoza preparó los requisitos y presidió los actos fundacionales el 20 de octubre de 1548. En el acta de fundación Alonso de Mendoza actuó como justicia mayor y se nombraron los regidores de la nueva población, Nuestra Señora de La Paz. Poco después la localidad se trasladaría a su ubicación actual.
La nueva ciudad era parada obligatoria en el camino de Lima, capital del Virreinato del Perú, a Potosí, la mina de plata más rica del mundo. Y de La Paz los caminos se dirigían hacia el subtrópico norte, a los yacimientos de oro de Tipuani y a la zona de Los Yungas, productora de decenas de frutas además de la hoja de coca. Yungas fue un importante productor agrícola para el Virreinato. Es indudable que el sitio de La Paz había sido bien elegido no solamente porque ofrecía facilidades como descanso de la ruta principal sino porque era una “pascana” agradable y acogedora.

## Últimos años
En ese mismo año Alonso de Mendoza tuvo que actuar contra un levantamiento de indios en Potosí. Se ignora si fundada la población de La Paz volvió al gobierno de Chuquisaca, pues en torno a 1553 murió en su encomienda de Tipuani.

## Reconocimientos

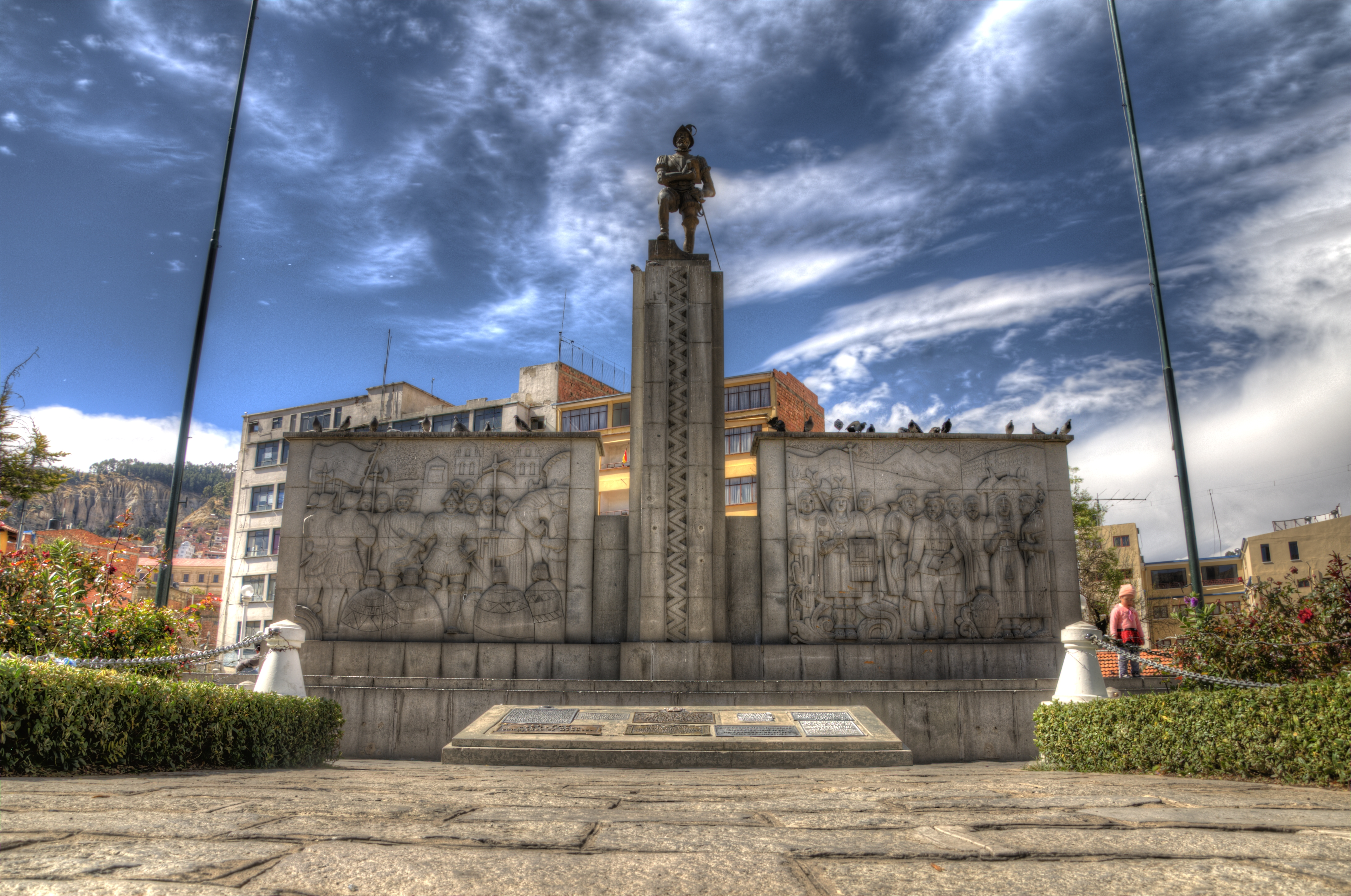
Plaza Alonso de Mendoza, en La Paz (Bolivia).

En su localidad natal, el municipio de Garrovillas de Alconétar (Cáceres, España), es honrado como hijo ilustre (tiene dedicada, desde mediados del siglo XX, una calle con el nombre de Capitán Mendoza). Además, en La Garrovilla (Badajoz, España), su plaza más concurrida es la que ostenta su nombre desde 1988, debido a un error de atribución. También una pequeña plaza en Montijo (Badajoz, España) en honor a este extremeño. Por otra parte, en La Paz (Bolivia) hay una estatua conmemorativa en el sitio donde se asentó la ciudad (en Churupampa), cuya plaza ostenta su nombre: Plaza Alonso de Mendoza.